# ارمیاس خال‌چشمی
ارمیاس خال‌چشمی (نام علمی: Eremias nigrocellata) (که معمولاً به عنوان تیزروی سیاه‌خال‌چشم (Black-ocellated racerunner) شناخته می‌شود)، گونه‌ای سوسمار است که در ترکمنستان، ازبکستان، تاجیکستان، ایران و افغانستان یافت می‌شود.